# Kostel svaté Anny (Ostrava)
Kostel svaté Anny se nachází v ostravském městském obvodu Polanka nad Odrou.

## Historie
V roce 1882 byl založen Spolek stavební kostela v Polance, do kterého přispěla hraběnka Karolina z Berolingen částkou 40 tisíc zlatých. Tato suma byla v roce 1885 navýšena na 95 tisíc zlatých. V roce 1891 začala jednání o stavbě a 20. ledna 1892 byl posvěcen základní kámen. Stavbu od počátku provázely těžkosti. Základy kostela musely být kvůli tekoucím pískům v podloží zpevněny dlouhými dřevěnými piloty. I přesto se podařilo stavbu dokončit 26. září 1893, kdy byl slavnostně vysvěcen věžní kříž. O několik dní později, 4. října 1893, se však chrámová věž zřítila k zemi. Kníže Blücher po této události chtěl postavit jen malou zvonici, ale c. k. zemská slezská vláda mu nařídila postavení nové věže, 22 metrů vysoké, s hodinami, střešní makovicí a kovaným železným křížem, na jeho vlastní náklady. Kníže Blücher se sice podřídil, avšak poté kostel prohlásil za soukromý majetek, obehnal jej plotem a zakázal do něj přístup veřejnosti. Tento stav trval až do 1. prosince 1898, kdy byl kníže ukonejšen částkou 30 tisíc zlotých z nadace hraběnky Karoliny a zvony se opět rozezněly. Kostel byl pak slavnostně vysvěcen 22. dubna 1900.